# ハメ撮り
ハメ撮り（ハメどり）は、性交の撮影について、性行為する人物以外の第三者を現場にいさせず、当事者のみで撮影する行為を指す。アダルトビデオの撮影の手法の一つにもなっている。

## 概説
「ハメ撮り」とは通常、撮影者が手に映像機材を持ちながら相手との性行為を撮影する行為を指す。1980年代頃から登場した手法であるが、「ハメ撮り」という用語が成立したのは1988年 - 1989年頃だとされる。第三者が介在しないため、独特の濃密な表現ができる。
しかし、現在は「ハメ撮り」の意味は多様化してきており、手に持ちながらの撮影以外に、三脚などを利用したり固定カメラなどで撮影したりする場合がある。中には、モラルに反して相手に気づかせないまま撮影をすることがある（隠し撮り）。固定カメラでの撮影では置く場所や性行為においてカメラアングルが悪い場合は、撮影される人間の顔が撮れないことや、性行為がうまく撮影できないことがある。
性行為においては撮影者が男性であることが多いが、女性が撮影することもある。個人的な撮影であれば、写真または動画は当事者のみが管理をする。時々、写真や動画を見て当時のことを思い出しながら余韻に浸ることや、一方がごく親しい友人に対してある人物と性行為したことを自慢するために見せびらかすこともある。ただし、写真集やAV作品などの出版を除き、本来なら外部流出しない映像が盗難や漏洩によって外部に流出し、覗き趣味の餌食になったり社会的糾弾の的になったりすることがある。これらは主に、winnyをはじめとするファイル共有ソフトにより、個人が所有していたデータが誤って流出したことによる。

## 写真
写真界では、荒木経惟が妻・荒木陽子との新婚旅行でその行為を写した『センチメンタルな旅』（私家版、1971年）が嚆矢であると言われている（当時はまだハメ撮りという言葉はなかった）。1980年代には、素人女性を路上などでナンパで口説いてハメ撮りを行い、投稿雑誌に投稿するという形式の（プロアマ問わない）カメラマンが登場し、1つのブームになった。しかしながら、当時のフィルムカメラは暗室での現像を必要とするものであり、一般人にはできないマニアのための行為といった意味合いが強かった。
1990年代末から2000年以降にかけ、デジタルカメラやカメラ付き携帯電話が爆発的に普及し、一般人の恋人同士などが（公開を目的にせず）好奇心で秘かに撮影することも容易になった。このため、前述したような流出事故も発生している。

## ビデオ

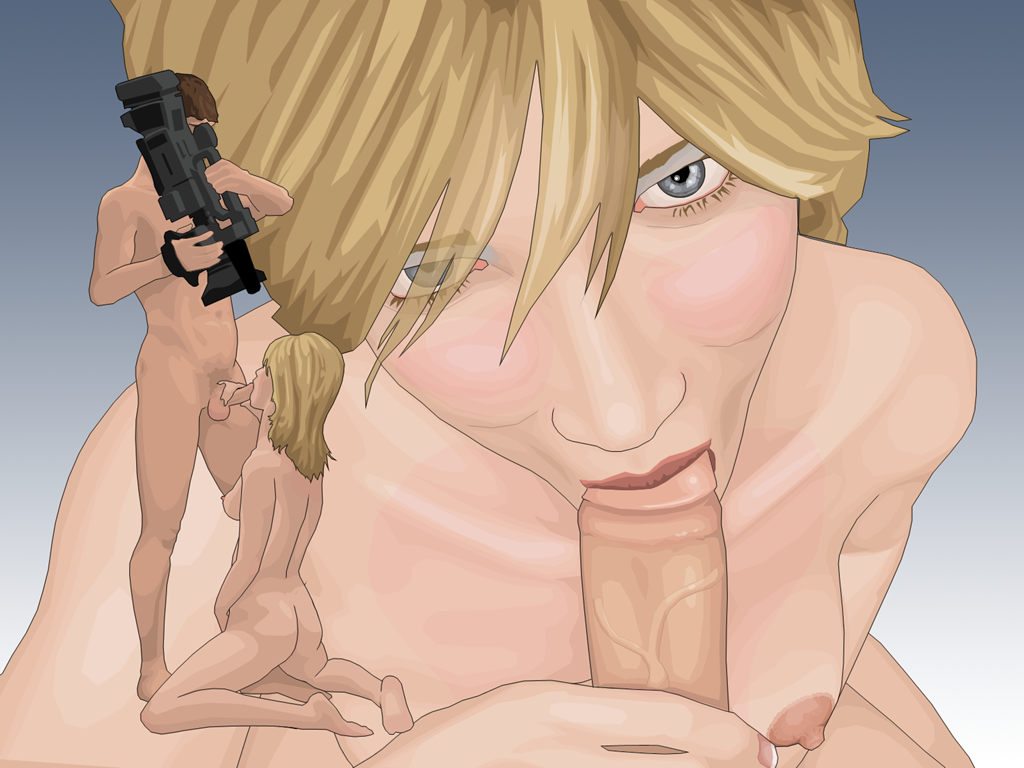
ハメ撮りによる見つめフェラ

ポルノまたはアダルトビデオでは1980年代後半から一部で試みられていたが、当初は機材も重く撮影者が苦労を強いられるうえ、手ブレが発生する、視界が限られるなどの理由であまり評判は良くなかった。1990年代からは機材が軽量化したこともあり、ハメ撮りを行うAV監督が現れる。ハメ撮りビデオをアダルトビデオの1つのジャンルに高めたAV監督は、カンパニー松尾だと言われる。また、ハメ撮りの元祖といわれ、この手法を世間に広めた村西とおるは自身で監督・語り・男優をこなしながらのハメ撮りを得意とし、多くの作品を世に送ったことから「ハメ撮りの帝王」と呼ばれた。
一般的に、ハメ撮りと言われる作品のほとんどの場面は固定カメラであり、カメラを置いて撮っている場面が作品の時間中半分以上を占める。このことからも現在の「ハメ撮り」の意味は多様化してきており、手に持っての撮影以外もハメ撮りと呼ばれる。
ビデオカメラやカメラ付き携帯電話の普及などで手軽に動画撮影ができるようになってからは、個人的な趣味からハメ撮り撮影が行われることがある。

## 利点と欠点
以下のような点から、主にアダルトビデオにおいて、ハメ撮りが評価されることがある。
- 第三者であるカメラマンが撮影するよりも、視聴者に臨場感を伝えられる。
- 視聴者も、第三者の視点ではなく出演者の視点で視聴できる。このため、性行為の疑似体験がしやすい。
- 作品としての流通を前提とした撮影であっても、プライベートビデオと同様に収録でき、出演者（AV女優）がリラックスした映像を視聴できる[1]。
- 制作費を削減できる。これは、通常の映像作品が出演者に加え、監督や照明・音声などのスタッフや機材を必要とするのに対し、ハメ撮りならば撮影者がそれらをすべて代行でき、人件費を圧縮できるためとされる。
- ゲリラ的な撮影が可能なため、路上や野外、様々な建物内、自動車などの車内などでも撮影しやすい。
- 「性行為をしながら撮影するので、映像に手ブレが生じる」「小型ビデオカメラを使用するので、どうしても荒い画質になってしまう」といった欠点がある。